# Dasineura acuminata
Dasineura acuminata är en tvåvingeart som först beskrevs av Rubsaamen 1916.  Dasineura acuminata ingår i släktet Dasineura och familjen gallmyggor. Inga underarter finns listade i Catalogue of Life.